# آنا لیزا
آنا لیزا (انگلیسی: Anna-Lisa; ۳۰ مارس ۱۹۳۳ – ۲۱ مارس ۲۰۱۸) ، بازیگر تلویزیون، تئاتر و سینمای اهل نروژ بود.